# Universitätsorchester Regensburg

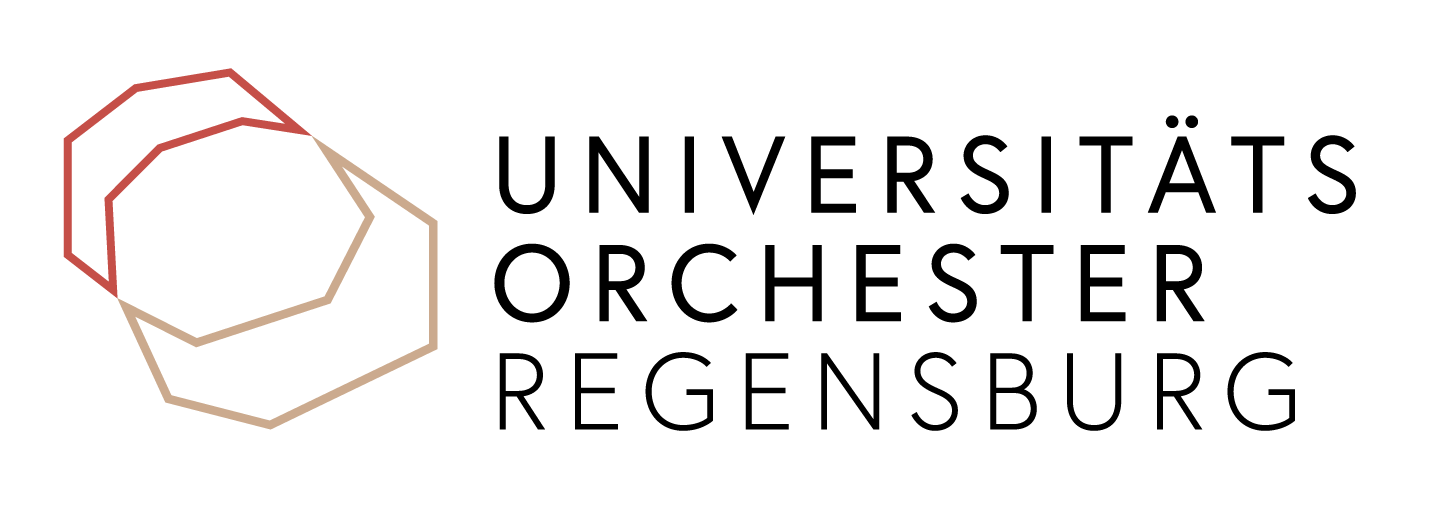
Das Logo des Universitätsorchester Regensburg (seit 2023)

Das Universitätsorchester Regensburg (bis 2023: Symphonieorchester der Universität Regensburg) wurde 1968 von Hermann Beck gegründet und ist an die Universitätsmusik der Universität Regensburg angeschlossen. Das Orchester besteht zum großen Teil aus Studierenden sowie Mitarbeitenden der Universität. Derzeit spielen rund 100 Musiker und Musikerinnen im Orchester. Es stellt ein voll besetztes Sinfonieorchester dar.
Seit 2017 liegt die Leitung des Orchesters in den Händen von Universitätsmusikdirektor Arn Goerke.

## Konzerttätigkeit
Neben Auftritten im Audimax der Universität Regensburg war das Orchester auf zahlreichen Konzertreisen zu hören und musizierte zuletzt auch im Regensburger Dom, open-air im Nepal-Himalaya-Pavillon in Wiesent bei Regensburg sowie in verschiedenen Regensburger Kirchen.

### Kinderkonzerte
Zusätzlich zu den Hauptkonzerten veranstaltet das Orchester einmal im Semester ein Kinderkonzert für Kinder und Familien. Hierbei soll Kindern im Rahmen eines moderierten Konzertes nicht nur die Freude an klassischer Musik, sondern auch die einzelnen Musikinstrumente näher gebracht werden.

## Kammerorchester der Universität Regensburg

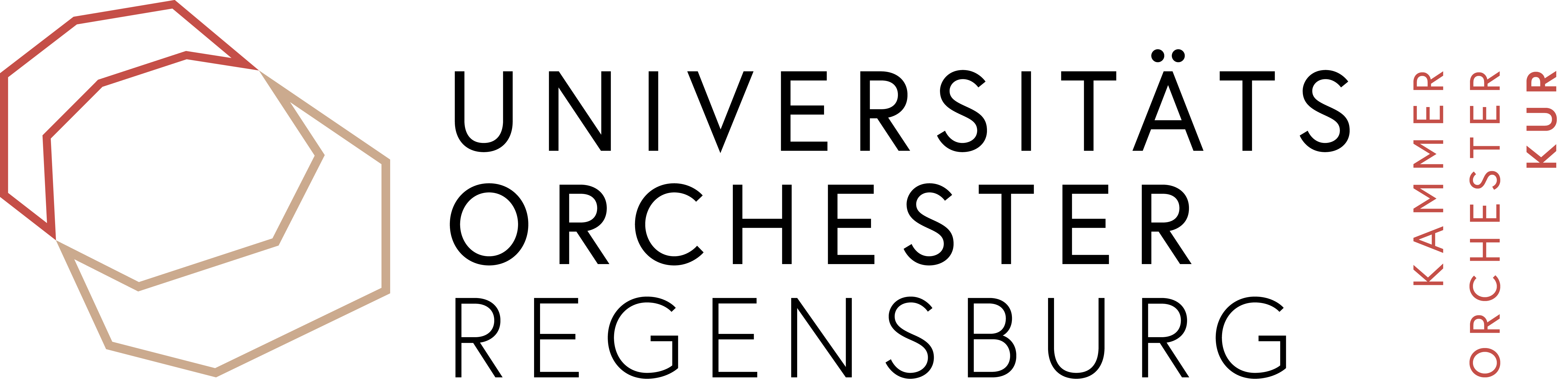
Logo des Kammerorchesters der Universität Regensburg

Das Kammerorchester wurde im Jahr 2004 vom Universitätsmusikdirektor Graham Buckland gegründet. Die Idee war, fortgeschrittene Mitglieder des Universitätsorchesters mit professionellen Musikern zusammenzuführen, um so, neben dem Coaching für die Studierenden, ein Musizieren auf besonders hohem Niveau zu ermöglichen.
Das Repertoire des Kammerorchesters reicht von Werken der Frühklassik und der Wiener Klassik bis hin zu Kammersinfonien von Schönberg und Schostakowitsch sowie zeitgenössischer Musik.

## Barockorchester RUBIO

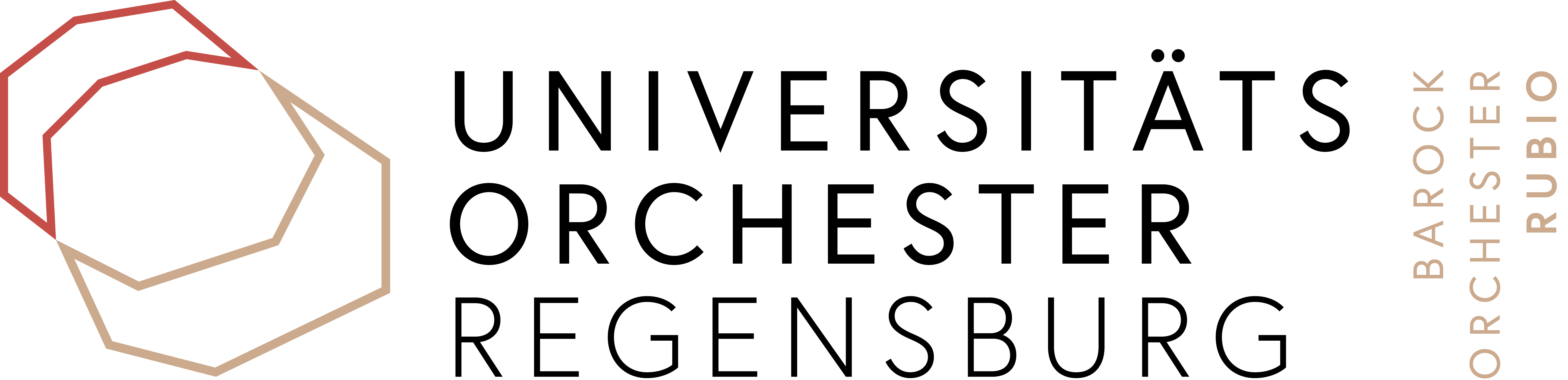
Logo des Barockorchesters RUBIO

Das Barockorchester RUBIO (Regensburg University Baroque Instrumental Ensembles and Orchestras) widmet sich der Pflege des barocken Repertoires und setzt sich aus Mitgliedern des Universitätsorchesters zusammen.
Unterstützung erhält das Ensemble dabei sowohl von der Universität, die den Musikerinnen und Musikern an den Streichinstrumenten für das Projekt Barockbögen als Leihgabe zur Verfügung stellt, als auch von Hildegard Senninger, der Konzertmeisterin des Ensembles, die als renommierte Fachfrau für historisches Geigenspiel gewonnen werden konnte. Durch sie erhält jede und jeder der mitwirkenden Streicher ein individuelles Coaching und den Studierenden wird so die Gelegenheit gegeben, sich mit historischen Interpretations- und Aufführungsansätzen zu beschäftigen.
Die Namensgebung des Orchesters steht in Anlehnung an das im Jahre 2012 erworbene Cembalo, das von David Rubio gebaut wurde.

## Auszeichnung
Im Wintersemester 1988/1989 erhielt das Orchester den Kulturförderpreis der Stadt Regensburg.
Im November 2019 wurde dem Symphonieorchester der Universität Regensburg und seinem Dirigenten Arn Goerke, in Würdigung besonderer künstlerischer Leistungen, der Pro Arte-Preis des Vereins der Freunde der Universität Regensburg e. V. verliehen.

## Dirigenten
- Hermann Beck (Gründer, 1969–1980)
- Christian Pyhrr und Hanns Steger (1980 bis 1995)
- Graham Buckland (1995–2016)
- Arn Goerke (seit 2017)

## Konzertprogramme (seit 2017)
- Wintersemester 2023/24
  - Ludwig van Beethoven: Ouvertüre zur Oper Fidelio
  - Ludwig van Beethoven: Konzert für Klavier und Orchester Nr. 3, c-moll, op. 37
  - Hans Rott: Sinfonie Nr. 1, E-Dur
  - Georg Friedrich Händel: Messiah, HWV 56
- Sommersemester 2023
  - Jean Sibelius: Konzert für Violine und Orchester, d-Moll, op. 47 (Solistin: Charlotte Thiele)
  - Dimitri Schostakowitsch: Sinfonie Nr. 11, g-Moll, op. 103, „Das Jahr 1905“
  - Felix Mendelssohn Bartholdy: Oratorium Elias, op. 70 (Chöre: Konzertchöre der Hochschule für katholische Kirchenmusik und Musikpädagogik Regensburg und der Hochschule für evangelische Kirchenmusik Bayreuth; Sopran: Katja Stuber, Alt: Patrizia Häusermann, Tenor: Andrew Lepri Meyer, Bass: Daniel Ochoa)
  - Theodor von Schacht: Die sieben Worte Jesu Christi am Kreuz (Sopran: Katja Maderer, Bass: Daniel Ochoa)

- Wintersemester 2022/2023
  - James-Bond-Filmmusikabend Abschlusskonzert „Highlights der Physik“ (Moderation: Prof. Dr. Metin Tolan, Gesang: Judith Jandl)
  - Johannes Brahms: Ein deutsches Requiem, op. 45 (Sopran: Anna Sophie Duque, Bariton: Birger Radde, Universitätschor Regensburg, Chor St. Anton Regensburg)
  - Antonín Dvořák: Konzert für Violoncello und Klavier, h-moll, op. 104 (Solistin: Cosima Federle)
  - Richard Wagner: Vorspiel und Liebestod aus der Oper „Tristan und Isolde“ (Sopran: Betsy Horne)

- Sommersemester 2022
  - Gioachino Rossini: Ouvertüre zur Oper „La Cenerentola“
  - Joseph Haydn: Konzert für Orchester und Klavier Nr. 11, D-Dur, Hov XVIII:11 (Solist: Lukas Klotz)
  - Peter Ronnefeld: Sinfonie 52
  - Pjotr Iljitsch Tschaikowski: Konzert für Klavier und Orchester Nr. 2, G-Dur, op. 44 (Klavier: Daniel Grimwood, Violine: Felicitas Federle, Violoncello: Cosima Federle)
  - Edvard Grieg: Konzert für Klavier und Orchester, a-Moll, op. 16 (Solist: Prof. Dr. Rainer Rupprecht)
  - Pjotr Iljitsch Tschaikowski: Sinfonie Nr. 6, h-Moll, op. 74, „Pathétique“

- Wintersemester 2021/22
  - Emilie Mayer: Sinfonie Nr. 1, c-Moll
  - Richard Wagner: Vorspiel zur Oper „Lohengrin“
  - Clara Schumann: Konzert für Orchester und Klavier, a-Moll, op. 7 (Solistin: Nina Scheidmantel)
  - Robert Schumann: Sinfonie Nr. 4, d-Moll, op. 120
- Sommersemester 2021
  - Benefizkonzert für ASHA – Hoffnung für Bangladesch e.V. mit Werken von Ludwig van Beethoven (Solist: Prof. Dr. Rainer Rupprecht, Klavier)
  - Gustav Mahler: Sinfonie Nr. 4, G-Dur (Bearbeitung für Sopran und Kammerensemble von Erwin Stein, Sopran: Katja Stuber)
- Wintersemester 2019/20
  - Ludwig van Beethoven: Sinfonie Nr. 5, c-Moll, op. 67, „Schicksalssinfonie“
  - Engelbert Humperdinck: Konzertante Aufführung der Oper „Hänsel und Gretel“ (Sopran und Mezzosopran: Inga-Britt Andersson, Nayun Lea Kim, Carolin Löffler, Katrin Kapplusch, Anna Agathonos, Bariton: Stefan Adam, Mädchenkantorei der Hochschule für katholische Kirchenmusik und Musikpädagogik)
- Sommersemester 2019
  - Gustav Mahler: Sinfonie Nr. 2, c-Moll, „Auferstehungssinfonie“ (Sopran: Betsy Horne, Alt: Okka von der Damerau, Universitätschor Regensburg, Chor der Hochschule für katholische Kirchenmusik und Musikpädagogik)
- Wintersemester 2018/19
  - Franz Schubert: Sinfonie Nr. 7, h-Moll, D 759, „Die Unvollendete“
  - Sergei Rachmaninow: Konzert für Orchester und Klavier Nr. 3, d-Moll, op. 30 (Solistin: Nina Scheidmantel)
  - Edvard Elgar: The Music Makers, op. 69 (Mezzosopran: Vera Egorova, Countertenor: Christopher Zehrer, Universitätschor Regensburg)
  - Georg Friedrich Händel: Auszüge aus der Oratorium Salomon, HWV 67 (Mezzosopran: Vera Egorova, Countertenor: Christopher Zehrer, Universitätschor Regensburg)
- Sommersemester 2018
  - Dmitri Dmitrijewitsch Schostakowitsch: Konzert für Violoncello und Orchester Nr. 1, Es-Dur, op. 107 (Solist: Stefan Shen)
  - Ludwig van Beethoven: Sinfonie Nr. 3, Es-Dur, op. 55, „Eroica“
  - Richard Strauss: Eine Alpensinfonie, op. 64
  - Prager Barock (Konzert des Barockorchesters RUBIO mit Kompositionen von Johann Joseph Ignaz Brentner, Antonín Reichenauer, Johann Georg Orschler)
  - Markus Stockhausen in Concert (Gemeinschaftskonzert mit dem Jazz-Orchester der Universität Regensburg)
  - Himbisa Mukama (deutsch-afrikanisches Musik- und Tanzprojekt mit Joseph Wasswa)
- Wintersemester 2017/18
  - Edvard Grieg: Orchesterlieder (Sopran: Betsy Horne)
  - Frederick Delius: Brigg Fair (An English Rhapsody)
  - Anton Bruckner: Sinfonie Nr. 4, Es-Dur, WAB 104, „Die Romantische“
  - Wolfgang Amadeus Mozart: Konzert für Orchester und Klavier Nr. 12, A-Dur, KV 414 (Solistin: Christine Lindermeier)
  - Wolfgang Amadeus Mozart: Sinfonie Nr. 29, A-Dur, KV 201
  - Arvo Pärt: Fratres für Streichorchester und Schlagzeug
- Sommersemester 2017
  - Johannes Brahms: Akademische Festouvertüre, c-Moll, op. 80
  - Joseph Haydn: Sinfonie Nr. 92, G-Dur, Hob. I:92, „Oxford-Sinfonie“
  - Felix Mendelssohn Bartholdy: Sinfonie Nr. 2, op. 52, MWV A 18, „Lobgesang“  (Sopran: Elisabeth Wimmer, Gesche Geier; Tenor: Thomas Blondelle, Universitätschor Regensburg)
- Wintersemester 2016/17
  - Ernst von Dohnányi: Konzert für Klavier und Orchester Nr. 1, e-Moll, op. 5 (Solistin: Sofja Gülbadamova)
  - Johannes Brahms: Sinfonie Nr. 1, c-Moll, op. 68